# 月刊歌当番
月刊歌当番(げっかんうたとうばん)は、ラジオ大阪で2008年5月4日より放送されているDJ番組(ノンスポンサー)。

## 概要
この番組では演歌歌手が月替わりでDJを務め、本人の持ち歌をかけたり、エピソードや近況などを語っている。
- 2008年5月4日　放送開始。
- 2008年10月5日　放送時間を朝から夕方に変更[1]。
- 2009年9月27日　この日の放送をもって、番組編成上の理由で一旦休止[2]。
- 2009年11月8日　放送時間を再び朝に変更(同時に番組名を「日曜歌当番」と改題)として再開される[3]。
- 2010年2月7日　元気出せ!ニッポン放送開始により、放送時間が変更・短縮される
- 2010年4月25日　「トレンド・キャッチ・アイ」（サンデーかしましラジオ(ニッポン放送)のコーナー番組）開始[4]に伴い、前週の4月18日にて番組休止。
- 2011年1月3日　番組名を「夜の歌当番」と改題して放送再開[5]。
- 2011年3月28日　春の番組改編により放送休止。

### マンスリーパーソナリティー

#### 2008年
- 5月 竹川美子
- 6月 山本智子
- 7月 あさみちゆき
- 8月 川野夏美
- 9月 山本あき
- 10月 浅田あつこ
- 11月 井上由美子
- 12月 みずき舞

#### 2009年
- 1月 水田竜子
- 2月 瀬口侑希
- 3月 上杉香緒里
- 4月 小村美貴
- 5月 桜井くみ子
- 6月 市川由紀乃
- 7月 若山かずさ
- 8月 竹川美子(2回目)
- 9月 南かなこ
- 10月は放送なし。
- 11月 小村美貴(2回目)(但し、11月1日の放送はなし) - これより番組名が「日曜歌当番」と改題
- 12月 三代目コロムビア・ローズ

#### 2010年
- 1月 永井裕子
- 2月 水田竜子(2回目)
- 3月 岩本公水
- 4月 出光仁美(但し、4月25日の放送はなし)
- 5月～12月は放送なし。

#### 2011年
- 1月 市川由紀乃(2回目)
- 2月 小村美貴(3回目)
- 3月 水田竜子(3回目)
- 4月～　放送なし

### 放送時間
- 毎週日曜日8:00～8:30　(2008年5月・6月)
- 同　7:05～7:30　(2008年7月～9月)
- 同　17:40～18:00 (2008年10月～2009年9月27日)
- 同　7:30～8:00　(2009年11月8日～2010年1月31日)　これより「日曜歌当番」と改題
- 同　7:20～7:30　(2010年2月7日～4月18日)
- 毎週月曜日20:30～21:00 (2011年1月3日～3月28日)　これより「夜の歌当番」と改題